# Generalverwaltung des vormals regierenden preußischen Königshauses
Die Generalverwaltung des vormals regierenden preußischen Königshauses ist die seit 1919 bestehende (seit 1925 unter diesem Namen operierende) Nachfolgeinstitution des Königlich Preußischen Hausministeriums.

## Geschichte und Funktion

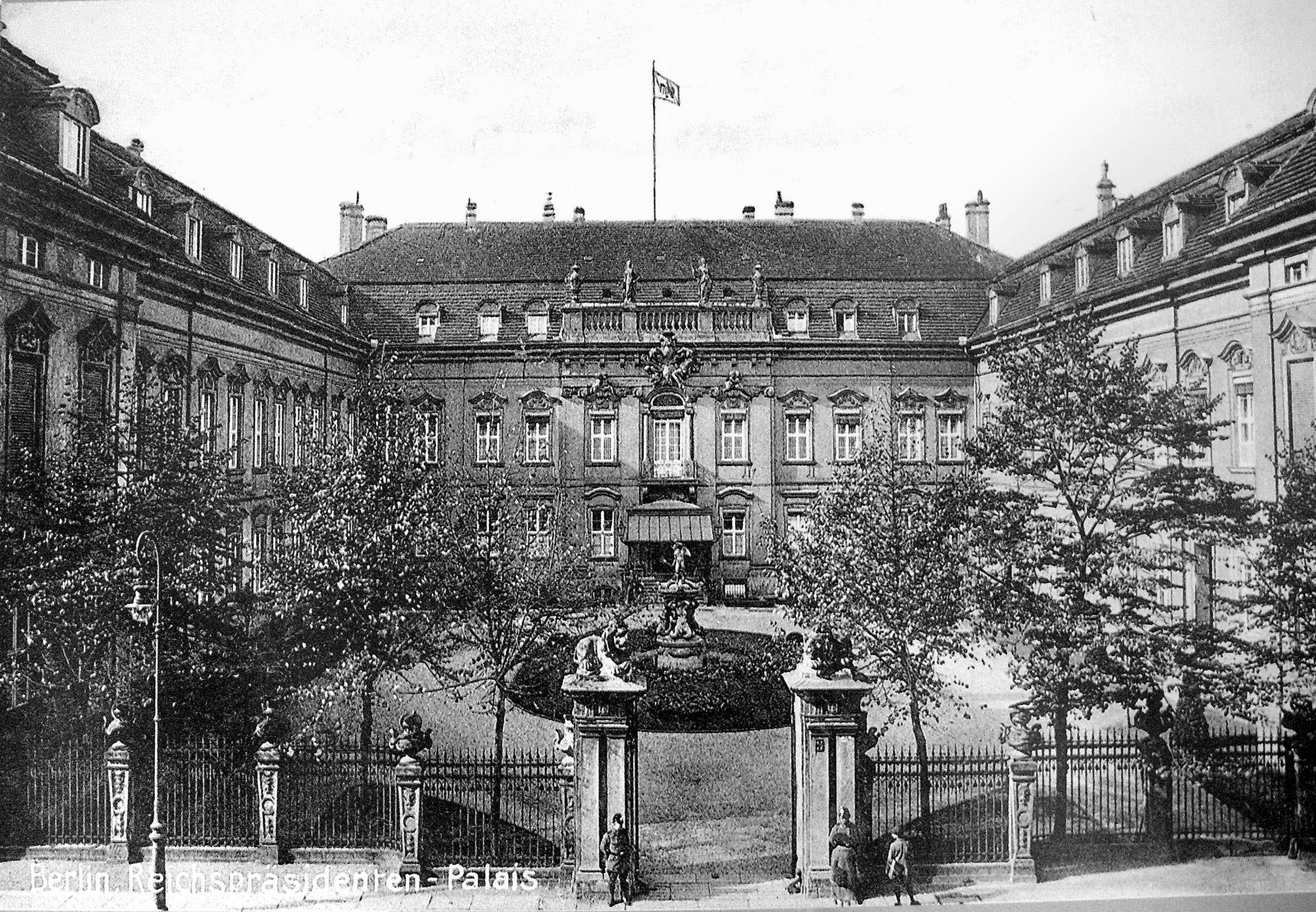
Das Palais Schwerin in der Wilhelmstraße, Kgl. preuß. Hausministerium und ab 1919 Reichspräsidentenpalais

Während das Hausministerium in den Jahren des Bestehens des Hohenzollernschen Königtums in Preußen (1700–1918) als eine amtliche Institution staatsrechtlichen Charakters mit der Verwaltung der persönlichen Angelegenheiten, des Vermögens (insbesondere auch des Grundbesitzes und der land- und forstwirtschaftlichen Güter) sowie des Hausarchivs der Angehörigen des preußischen Königshauses Hohenzollern befasst war, führt die Generalverwaltung diese Aufgaben seit dem Sturz der Hohenzollern-Monarchie im Herbst 1918 als eine Körperschaft privatrechtlicher Natur fort. Das Hausministerium befand sich bis 1919 im Palais Schwerin in der Wilhelmstraße. Nach dem Ankauf durch das deutsche Reich 1919 wurde das Palais Amtssitz des Reichspräsidenten.
Nach der sich aus dem Erlöschen der Monarchie in Preußen ergebenden Abwicklung des Hausministeriums als einer staatlichen Institution im Jahr 1919 setzte die Nachfolgeinstitution von 1919 bis 1925 ihre Arbeit weiterhin unter der hergebrachten Bezeichnung „Hausministerium“ fort, obwohl es sich bei ihr de jure nicht mehr um ein Ministerium im Sinne einer staatlichen Behörde obersten Ranges handelte. Von 1925 bis 1941 nannte sich die Stelle „Schatull- und Vermögensverwaltung Seiner Majestät des Kaisers und Königs Wilhelm II.“, erst nach dem Tod des Kaisers wurde die Bezeichnung „Generalverwaltung des vormals regierenden preußischen Königshauses“ verwendet. Der Begriff wurde in rechtsverbindlicher Form durch einen Vertrag zwischen dem preußischen Staat und den Mitgliedern des vormals regierenden Königshauses geprägt, um über eine zentrale Stelle für die verschiedenen Verwaltungstätigkeiten zu verfügen, die diese Stelle in Nachfolge des Hausministeriums fortführte.

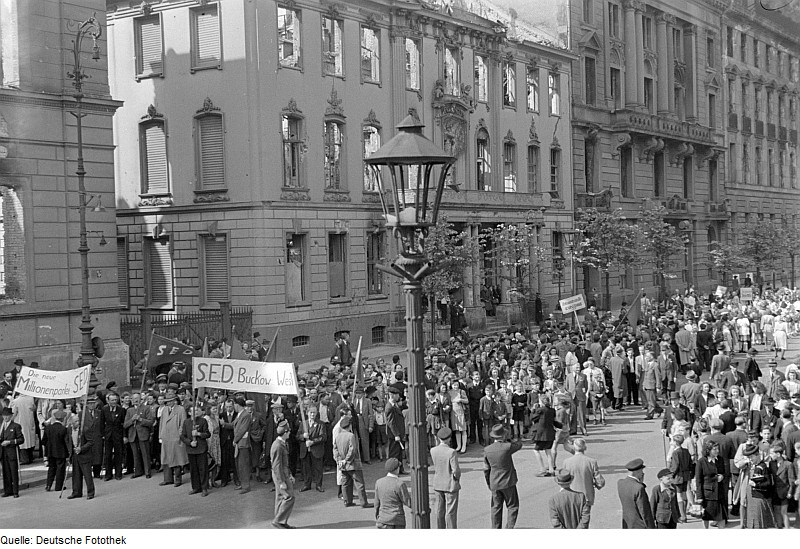
Die Ruine des Niederländischen Palais in der Straße Unter den Linden in Berlin am 1. Mai 1946

Chef der Generalverwaltung ist das jeweils offizielle Oberhaupt des Hauses Hohenzollern. Mit der Leitung der Geschäfte der Generalverwaltung sind Verwalter betraut, die in der Nachfolge des früheren Hausministers des königlichen Hauses stehen. Die offizielle Bezeichnung derselben hat in der Vergangenheit verschiedentlich gewechselt: So firmierten die Leiter der Generalverwaltung bis zum Tod Wilhelms II. im Jahr 1941 als „Hausminister“ bzw. als „Generalbevollmächtigter“. Später wurden sie zumeist schlicht als „Leiter der Generalverwaltung des vormals regierenden preußischen Königshauses“ tituliert.
Sitz der Generalverwaltung war bis 1948 das Niederländische Palais in der Straße Unter den Linden in Berlin, obgleich dessen vorderer Teil im Zweiten Weltkrieg ausgebombt worden war. Das Niederländische Palais wurde 1945 von der sowjetischen Besatzungsmacht entschädigungslos enteignet, was die Tätigkeit des Generalverwalters Wilhelm von Dommes im Hause jedoch genauso wenig beeinträchtigte wie der Kriegsschaden. Erst 1948 sah er sich gezwungen, seinen Sitz nach West-Berlin zu verlegen. 1949 wurde die Generalverwaltung nach Westdeutschland verlegt.
Seit dem 1. Juli 2019 befindet sich die Generalverwaltung in Potsdam. Ihr Sitz ist nun in einer sanierten, angemieteten Villa an der Ecke Bertha-von-Suttner-Straße und der Straße Am Neuen Garten.

## Chef der Generalverwaltung
- 1919 bis 1941: Wilhelm II., ehemaliger deutscher Kaiser und König von Preußen
- 1941 bis 1951: Wilhelm Prinz von Preußen, ehemaliger deutscher Kronprinz und von Preußen
- 1951 bis 1994: Louis Ferdinand Prinz von Preußen
- Seit 1994: Georg Friedrich Prinz von Preußen

## Leiter der Generalverwaltung
- 1919 bis 1921: August Graf zu Eulenburg (zuvor von 1888 bis 1918 letzter Minister des königlichen Hauses)
- 1921 bis 1926: Friedrich von Berg
- 1926 bis 1932: Leopold von Kleist
- 1932 bis 1941: Wilhelm von Dommes
- 1941 bis 1945: Kurt von Plettenberg (auch Präsident der Hofkammer; in Folge des 20. Juli 1944 verhaftet und interniert. Selbsttötung am 10. März 1945)
- März/April 1945: Louis Müldner von Mülnheim
- 1945 bis 1946: Wilhelm von Dommes
- 1946 bis 1958: Carl-Hans Graf von Hardenberg
- 1959 bis 1970: Ernst Carl von Gersdorff
- 1970 bis 2002: Jobst Ferdinand von Strantz
- 2002 bis 2019: Michaela Blankart

## Sonstige Mitarbeiter der Generalverwaltung
- Kurt Jagow, Archivrat in der Generalverwaltung von 1928 bis 1945
- Ulrich von Sell, Referent in der Generalverwaltung von 1927 bis 1941 und 1942 bis 1944 (in Folge des 20. Juli 1944 verhaftet und interniert), ab 1922 Vermögensverwalter Kaiser Wilhelms II., von 1929 bis 1941 auch Leiter der Privatschatulle